# Mniadelphus quadrifarius
Mniadelphus quadrifarius là một loài Rêu trong họ Hookeriaceae. Loài này được (Sm.) Müll. Hal. mô tả khoa học đầu tiên năm 1848.